# Costituzione di Niue
La Costituzione di Niue consiste nel Niue Constitution Act 1974, del 1974. In essa viene sancita la creazione di un ramo esecutivo del governo, un ramo legislativo ed un ramo giuridico. Il Niue Constitution Act 1974 è la suprema legge di Niue ed ogni altra legge di Niue che si trova in conflitto con questa è condannata ad essere invalidata.
È stata promulgata dal Parlamento neozelandese nel 1974 ed è celebrata ogni anno come l'indipendenza di Niue, il "Giorno della Costituzione" , il 19 ottobre. La strada per l'auto-governo di Niue è iniziata con il Comitato di Decolonizzazione delle Nazioni Unite che ha pressato il governo neozelandese per decidere una forma di governo per l'isola del Pacifico. La popolazione di Niue ha votato nel 1974 in favore della forma di autogoverno.
La Costituzione di Niue richiede i due terzi della maggioranza dei membri dell'Assemblea di Niue ed i due terzi dei voti degli elettori per poter essere modificata. Esiste una commissione costituente che sta studiando la possibilità di modificare alcuni aspetti dell'attuale documento.